# Victor Hubinon
Victor Hubinon (* 26. April 1924 in Angleur; † 8. Januar 1979 in My) war ein belgischer Comiczeichner.

## Leben
Victor Hubinon besuchte die Kunstakademie Lüttich und wurde bei einer Tageszeitung als Retuschierer angestellt, wo er auch die dazugehörende Druckerei leitete. Um als Zeichner arbeiten zu können, wechselte er zu einem Konkurrenzblatt.
Georges Troisfontaines, der spätere Leiter der World’s Press, machte ihn mit Jean-Michel Charlier bekannt. Damit begann eine jahrzehntelange Zusammenarbeit. Für Spirou entstand Buck Danny und in Pilote erschien Der rote Korsar. Beide Serien wurden zu Klassikern des realistischen Abenteuercomics. Unter dem Pseudonym Victor Hughes veröffentlichte er auch humoristischen Serien und arbeitete mehrmals mit René Goscinny zusammen.
Obwohl Victor Hubinon, mit Ausnahme einer Kurzgeschichte, die er mit Jean Graton realisierte, nie direkt für Onkel Paul arbeitete, stammte das Erscheinungsbild des Onkels und seiner zwei Neffen von ihm. Noch kurz vor seinem Tod erschien mit La Mouette eine neue Abenteuergeschichte, die nach seiner eigenen Idee entstand.

## Werke
- L’Agonie du Bismarck (1946)
- Blondin und Cirage (1947–1949)
- Buck Danny (1947–1978)
- Rik Junior (1947)
- Joë la Tornade (1948)[3]
- Tarawa (1948–1949)
- Surcouf (1949–1952)
- Fifi (1950)
- Tiger Joe (1950–1953)
- Onkel Paul (1953)
- Stanley (1953–1954)
- L’histoire vivante (1954)
- Mermoz (1955–1956)
- Pistolin (1955)
- Jeannot (1957)
- Der rote Korsar (1959–1974)
- Pathos de Sétungac (1963–1965)
- La Mouette (1978)

## Auszeichnungen
- 1971: Prix Saint-Michel für die besten realistischen Zeichnungen
- 2017: Benennung eines Asteroiden nach ihm: (301511) Hubinon